# 神峰山 (広島県)
神峰山（かんのみねさん）とは、広島県豊田郡大崎上島町にある標高452.6メートルの山である。大崎上島の最高峰であり、瀬戸内海国立公園の一部に指定されている。
登山者用の登山道の他、山頂付近まで道路が整備されており自家用車で上がれる　駐車場やトイレも完備され徒歩でのみ行ける山頂までに展望台は3か所ありそれぞれから本州・芸予諸島・四国方面と360℃の展望が望める。
また大崎上島の位置的にも瀬戸内海の多島美を楽しめ実に115の島々を望むことができ、瀬戸内海随一のパノラマ美を誇る。